# Мірошников Андрій Миколайович
Андрі́й Микола́йович Міро́шников — лейтенант Збройних сил України, учасник російсько-української війни, що загинув у ході російського вторгнення в Україну в 2022 році.

## Життєпис
Андрій Мірошников народився в Луганській області. З 2014 року проходив службу в Державній прикордонній службі України, мав військове звання лейтенанта. У ході повномасштабного російського вторгнення в Україну виконував бойове завдання в районі селища Терни колишнього Недригайлівського району на Сумщині. Під час бойового зіткнення, за інформацією Західного регіонального управління Держприкордонслужби України-Західний кордон, він зазнав вибухової травми та вогнепального поранення. Побратими встигли евакуювати товариша. Майже десять днів лікарі в місті Дніпро боролися за життя прикордонника. На жаль, врятувати офіцера так і не вдалося.
Українська журналістка, телеведуча і громадська діячка Поліна Неня на своїй сторінці в Instagram розповіла про загибель її двоюрідного брата-героя. Хоча вона зазначила, що він був поранений під час російських обстрілів у Рубіжному. Подробиць смерті й точної дати сім'я загиблого поки не знає. Після поранення в Рубіжному брат Нені ще раз потрапив під ворожий вогонь — росіяни розстріляли екіпаж швидкої допомоги. Крім нього, не вижив ніхто. Потім чоловіка доставили у військовий госпіталь у Дніпрі, але врятувати життя не вдалося. Поховали Андрія Мірошникова 30 квітня 2022 року.
У Львові родинам двох полеглих прикордонників Андрія Мірошникова та Ігоря Ясінського начальник Західного регіонального управління генерал-майор Віктор Бабюк вручив державні нагороди.

## Нагороди
- орден За мужність III ступеня (2022, посмертно) — за особисту мужність і самовіддані дії, виявлені у захисті державного суверенітету та територіальної цілісності України, вірність військовій присязі.